# 口袋西游
口袋西游Online是北京完美时空网络技术有限公司开发的一款Q版奇幻即时制网络游戏。2008年6月26日展开飞天内测。
台灣是由易吉網（現更名為東遊玩子）代理，已於2009年8月26日展開公開測試

## 游戏特点
游戏背景来自于中國四大名著之一的《西游记》。引擎继承了完美世界、武林外传、诛仙Online以及赤壁的特点，并加入了更多的互动元素。可以自由飞行、七十二变，可以召唤各类宠物。

## 八大职业
- 枪侠
- 灵剑
- 白羽
- 萨满
- 法皇
- 药王
- 蠱師
- 戰狂

## 四大种族
- 人
- 仙
- 妖
- 魔

## 外部連結
- （简体中文）《口袋西游》中國大陸官方網站（页面存档备份，存于）
- （繁體中文）《口袋嘻遊》台灣官網
- 口袋西游—游戏--人民网：簡體版（页面存档备份，存于）、繁體版